# Walter Davis (basketballer)
Walter Paul Davis (Pineville (North Carolina), 9 september 1954 – Charlotte (North Carolina), 2 november 2023) was een Amerikaans basketballer. Hij won met het Amerikaans basketbalteam de gouden medaille op de Olympische Zomerspelen 1976.
Davis speelde voor het team van de Universiteit van North Carolina te Chapel Hill, voordat hij in 1977 zijn NBA-debuut maakte bij de Phoenix Suns. In totaal speelde hij 15 seizoenen in de NBA. Tijdens de Olympische Spelen speelde hij 6 wedstrijden, inclusief de finale tegen Joegoslavië. Gedurende deze wedstrijden scoorde hij 26 punten.
Na zijn carrière als speler was hij werkzaam als scout voor de Washington Wizards. Hij is de oom van basketballer Hubert Davis.
Davis overleed op 69-jarige leeftijd.